# سانتا كريستينا جيلا
سانتا كريستينا جيلا (بالإيطالية: Santa Cristina Gela)‏ أو سينداهستينا (بالألبانية: Sëndahstina) هي قرية أربيريشي في مقاطعة باليرمو في صقلية. تعد البلدة إلى جانب كونتيسا إنتيلينا وبيانا ديليي ألبانيزي واحدة من المجتمعات الثلاث من أصل ألباني في صقلية، حيث لا يزال يتحدث باللغة الألبانية القديمة (أربيريشت).

## السكان
في سنة 1861 بلغ عدد السكان 1٬139 نسمة، وتطور العدد ليصل في سنة 2011 لـ 925 نسمة.
يظهر هذا المخطط البياني تطور النمو السكاني لـ سانتا كريستينا جيلا